# Franz Solar (Schauspieler)
Franz Solar (* 1962 in Graz) ist ein österreichischer Schauspieler in Theater, Film und Fernsehen. Er ist mit der Schauspielerin Margarethe Tiesel verheiratet und lebt mit dieser in Graz. Franz Solar ist Ensemblemitglied am Schauspielhaus Graz.

## Leben und Werk
Franz Solar wurde im Jahre 1962 in Graz geboren und absolvierte in den Jahren 1983 bis 1985 ein Schauspielstudium an der Schauspielschule Krauss in Wien. In Wien hatte Solar, der im Jahre 1989 mit der „Goldenen Maske“ ausgezeichnet wurde, Engagements am Theater Brett, an der Volksoper Wien, am Theater der Jugend, an der Wiener Kammeroper, sowie am Theater an der Wien. Des Weiteren hatte fixe Engagements an der Württembergischen Landesbühne Esslingen, den Städtischen Bühnen Freiburg/Breisgau, dem Staatsschauspiel Stuttgart, sowie bei den Salzburger Festspielen, bei denen er unter anderem in einer Inszenierung von Sieben gegen Theben von Aischylos, einer Koproduktion mit dem Schauspiel Frankfurt, zu sehen war. Erstmals auf einer Grazer Bühne war Solar im Jahre 1995 in Hurra Jesus! Ein Hochkampf von Christoph Schlingensief zu sehen. Seit dem Herbst 1995 ist er ein fixes Ensemblemitglied im Schauspielhaus Graz und kam ab dieser Zeit alljährlich zu zahlreichen Auftritten in den verschiedensten Stücken. Bereits in den frühen 1990er Jahren trat er im Theaterstück Indien, dessen filmische Adaption 1993 mit Josef Hader und Alfred Dorfer in der Hauptrolle und der Regie von Paul Harather erschien, in Dorfers späterer Rolle als Kurt Fellner in Erscheinung.
Vor allem ab Mitte der 1990er Jahre tat sich Solar auch als Schauspieler in Film und Fernsehen hervor. So war er in den 1990er Jahren unter anderem in den Filmen Der Schatten des Schreibers von Niki List (1995) oder Wanted von Harald Sicheritz (1999), sowie in einer Episode von Kriminaltango von Holger Barthel (1995) zu sehen. Anfang der 2000er Jahre folgten ebenso unwesentliche Auftritte in Fernsehserien wie Trautmann (1 Episode, 2000), Kommissar Rex (1 Episode, 2001) oder Julia – Eine ungewöhnliche Frau (1 Episode, 2002). Nachdem er sich mehrere Jahre nahezu ausschließlich auf das Theaterschauspiel konzentriert hatte, kam er ab 2008 wieder zu regelmäßigen Auftritten in Film und Fernsehen. In Liebe für Fortgeschrittene (2008) war er in der Rolle des Otto zu sehen und 2009 als Briefträger in Pipilotti Rists Pepperminta. 2010 folgten für ihn Auftritte in Kurzfilmen wie Tage ohne Morgen des Grazer Jungregisseurs David Lapuch oder True von Nils Kaltschmidt und Vincent Seidl. Im Jahre 2011 war er in Nur der Berg kennt die Wahrheit von Regisseur Hartmut Griesmayr in der Nebenrolle des Simon zu sehen und hatte eine weitere  Rolle in einer Lapuch-Produktion, als amtsmüder Polizist im Kurzfilm Hinterland.
2012 wurde im Schauspielhaus das Stück Demokratie – Die Show für das Fernsehen verfilmt; Solar ist darin als Franz S., sowie als Imitator von Wolfgang Schüssel zu sehen. Danach folgten für ihn Einsätze in Die Fremde und das Dorf von Peter Keglevic (2014) und im ersten LandKrimi Die Frau mit einem Schuh von Michael Glawogger (2014); beides unwesentliche Kleinstrollen. In Adam war Solar an der Seite von Reinhard Nowak oder Pia Hierzegger ein weiteres Mal in einer Produktion des 1987 geborenen und in Stainz lebenden David Lapuch, der hierbei sein Spielfilmdebüt gab, zu sehen. In den letzten Jahren spielte der gebürtige Grazer in eine Episode der Fernsehreihe Artist in Residence (2015), wo er als Erzähler in Erscheinung tritt, sowie in den Fernsehfilmen Ein Geheimnis im Dorf – Schwester und Bruder (2016) und Treibjagd im Dorf (2017) mit.

## Filmografie (Auswahl)
- 1995: Der Schatten des Schreibers
- 1995: Kriminaltango (Fernsehserie, 1 Episode)
- 1999: Wanted
- 2000: Trautmann (Fernsehserie, 1 Episode)
- 2001: Kommissar Rex (Fernsehserie, 1 Episode)
- 2002: Julia – Eine ungewöhnliche Frau (Fernsehserie, 1 Episode)
- 2008: Liebe für Fortgeschrittene
- 2009: Pepperminta
- 2010: Tage ohne Morgen (Kurzfilm)
- 2010: True (Kurzfilm)
- 2011: Nur der Berg kennt die Wahrheit
- 2011: Hinterland (Kurzfilm)
- 2012: Demokratie – Die Show
- 2014: Die Fremde und das Dorf
- 2014: LandKrimi: Die Frau mit einem Schuh
- 2014: Adam
- 2015: Artist in Residence (Fernsehserie, 1 Episode)
- 2016: Ein Geheimnis im Dorf – Schwester und Bruder
- 2017: Treibjagd im Dorf